# Vansoestia
Vansoestia is een geslacht van sponsdieren uit de klasse van de Demospongiae (gewone sponzen).

## Soort
- Vansoestia caribensis Díaz, Thacker, Redmond, Pérez & Collins, 2015